# Eupsenella klesoviana
Eupsenella klesoviana (лат.) — ископаемый вид мелких хризидоидных ос из подсемейства Bethylinae семейства бетилид (Bethylidae). Обнаружен в эоценовом ровенском янтаре (Украина, около 40 млн лет).

## Описание
Длина тела 2,9 мм. Клипеус с угловатой медиальной долей. Голова субквадратная. Пронотальный диск с глубокой поперечной бороздкой около своего заднего края. Нотаули узкие, сходятся кзади. Усики 13-члениковые. Передние крылья содержат шесть замкнутых ячеек (R, 1Cu, C, 1M, 1R1, 2R1). Нотаули и парапсидальные бороздки груди развиты. Вид Eupsenella klesoviana был впервые описан в 2014 году бразильскими, украинским и российским палеоэнтомологами Магно Рамосом (Magno S. Ramos, Бразилия), Евгением Перковским (Киев, Украина), Александром Расницыным (ПИН РАН, Москва, Россия) и Селсо Азеведо (Celso O. Azevedo, Бразилия, Universidade Federal do Espirito Santo, Departamento de Biologia, Maruípe, Витория, Эспириту-Санту) вместе с таксонами Eupsenella aulax, Eupsenella rossica, Eupsenella yantarnica, Goniozus definitus, Lytopsenella baltica, Lytopsenella maritima, Sierola rovniana и другими новыми ископаемыми видами. Видовое название E. klesoviana дано имени места (Клесов, Ровно), где обнаружена типовая серия. Таксон Eupsenella klesoviana близок к видам Eupsenella rossica, Eupsenella yantarnica и другим.